# Velkomoravská bazilika (Bratislavský hrad)
Velkomoravská bazilika na Bratislavském hradě byla románská sakrální stavba, pravděpodobně z konce 9. století, v jižní části východní terasy hradní akropole, jejíž zbytky základů jsou památkově zakonzervované a volně prezentovány v rámci areálu hradu. Podle rozměrů patřila k největším doposud známým velkomoravským kostelům.
Období Velké Moravy patřilo v historii osídlení našeho regionu k nejvýznamnějším. Výrazný vrch vypínající se na levém břehu v ohybu Dunaje měl od nejstarších dob strategický význam, čehož důkazem jsou archeologické nálezy dokumentující osídlení již před 4500 lety. Po osídlení v době halštatské a později laténské a římské době se na zdejším území začaly na přelomu 5. a 6. století usazovat slovanské kmeny. Na území dnešní jižní Moravy a jihozápadního Slovenska vznikly v první polovině 9. století dvě nezávislá knížecí – Moravské a Nitranské, které v roce 833 spojil moravský kníže Mojmír I. do jednoho státního útvaru – Velké Moravy. Mezi nejvýznamnější sídla nového státu patřily na území nynějšího Slovenska mj. i Devín (Dowina) a Bratislava (Brezalauspurch).

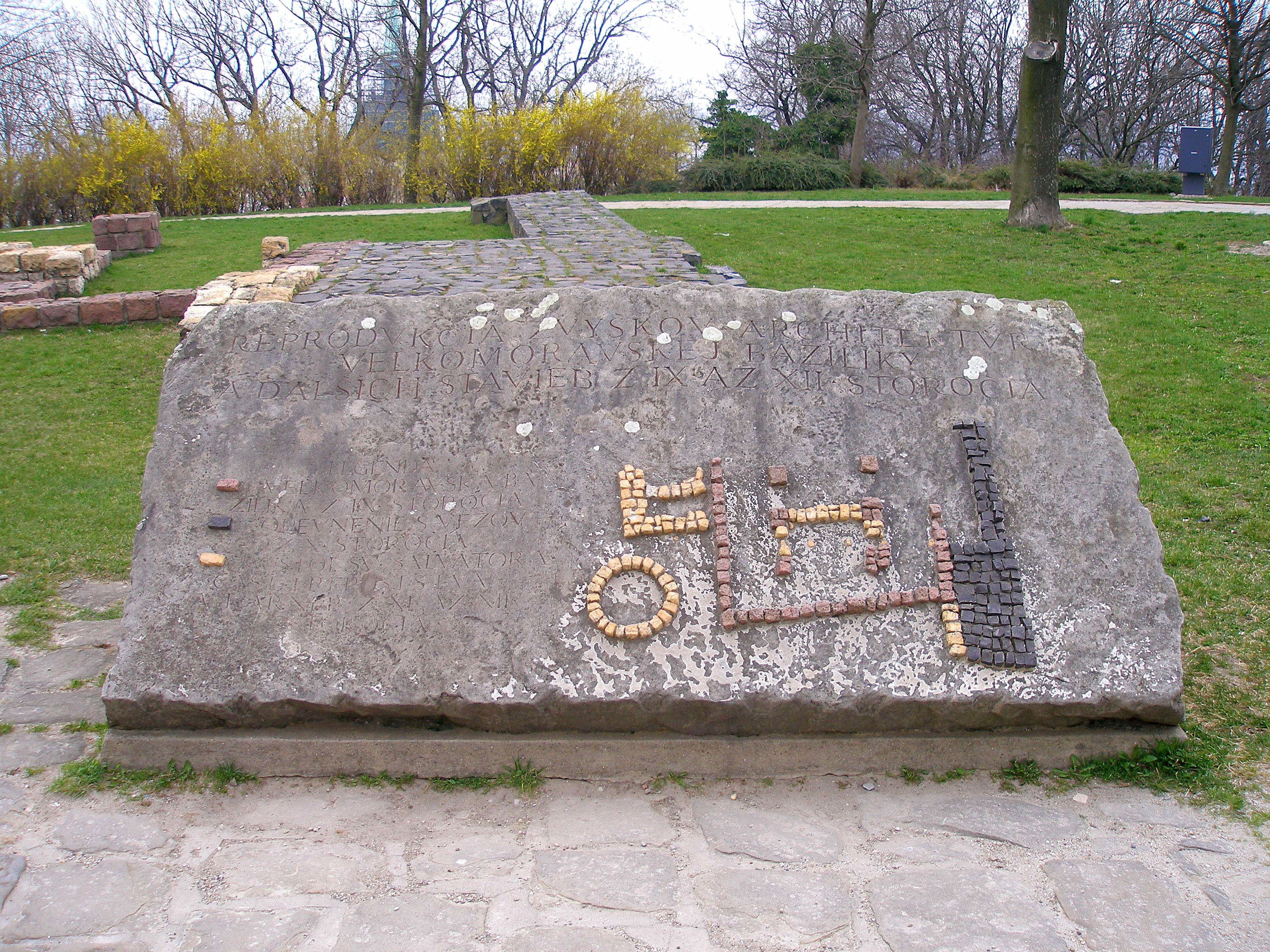
Informační nápis s vysvětlivkami

Výzkumy na Bratislavském hradě dokázaly, že Bratislava byla důležitým centrem staré Moravy a že byla našimi předky intenzivně osídlena. V období největšího rozkvětu byl osídlen dnešní hradní vrch i prostor pod ním, kde později vzniklo středověké město. Poloha byla velmi výhodná – křižovaly se zde vodní i pozemní cesty.
Na hradním kopci, na jeho současné východní terase, někdy v 9. století postavili poměrně rozsáhlý kamenný kostel. Na základě analogie s podobnými stavbami z tohoto období lze předpokládat, že kostel tvořily tři apsidy. O jeho délce se můžeme pouze dohadovat, ale soudě podle šířky – téměř třináct metrů – muselo jít o významnou církevní stavbu, pravděpodobně baziliku. Plnil funkci biskupského kostela v době, kdy byla moravsko-panonská arcidiecéze rozdělena na tři biskupství. Při absenci písemných záznamů na mnohé otázky spjaté s osudem baziliky mohou dát odpověď pouze archeologické nálezy. Na jejich základě víme, že stavba byla vybudována z kamene a cihel, které byly sekundárně použity ze starší římské stavby. Cihly byly označeny kolkem XIV. římské legie. K dalším zajímavým nálezům, pocházejících z blíže neznámé římské stavby, patří i torzo figurálního reliéfu, objevené koncem první třetiny 15. století.
Stavbu objevili v roce 1965. Podle nálezů šlo o trojlodní stavbu, což dokládají objevené základy tří párů pilířů arkád oddělující hlavní loď od postranních. Ve svých rozměrech byla největší stavbou svého druhu na celém území nynějšího Slovenska. Nálezy však potvrdily, že stavba pravděpodobně počátkem 10. století zanikla, protože zbytky základů jihozápadní části baziliky překrývaly mladší objekty z 10. a 11. století.
V první fázi, v průběhu 10. století, zde na základech baziliky vznikla věž opevnění hradiště. Ta existovala do následujícího století, kdy došlo na tomto místě k třetí stavební fázi. Tehdy zde, zřejmě na znak kontinuity s původní stavbou, postavili kostel zasvěcený Nejsvětějšímu Spasiteli (Salvatorovi). Bratislava byla v této době sídlem významné církevní instituce - proboštství. Kostel zde nakonec přetrval až do roku 1221, kdy se převorství přestěhovalo do Podhradí. V okolí starého i nového kostela byl objeven hřbitov, na kterém se pohřbívalo až do 12. století. V hrobech se vedle kosterních nálezů našly různé předměty, duté bronzové pozlacené knoflíky s ornamenty, stříbrné hroznové náušnice a další nálezy. Některé hroby z 9. století byly rozrušené pozdějším pohřbívám. Staročeské nálezy nalezené v hrobech z pozdějšího období prozrazují, že zde byli pohřbeni potomci Slovanů, stopy po jiných etnikách se zde nenašly.

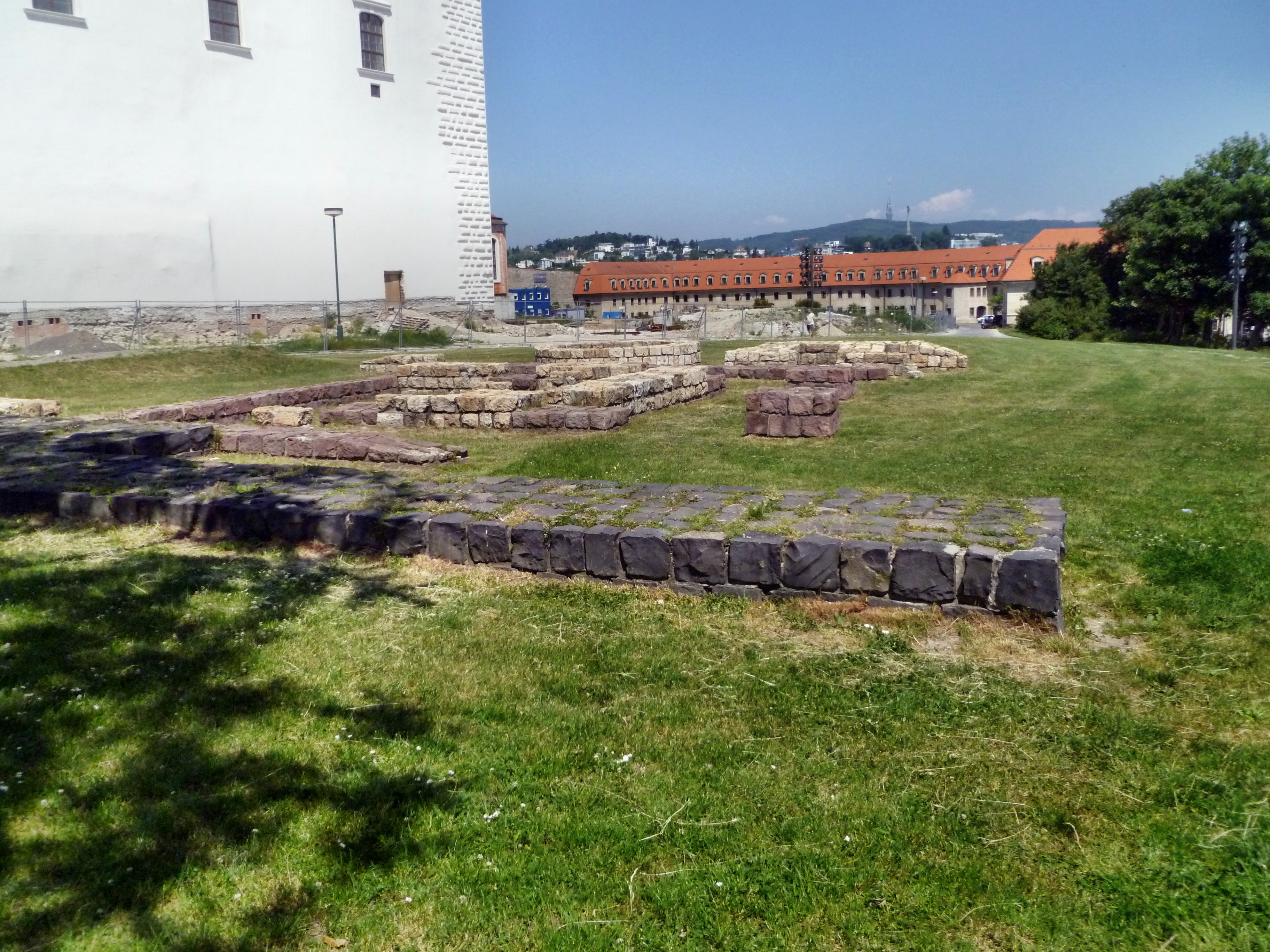
základy velkomoravské baziliky

Výraznou architekturou byl kruhový karner s průměrem 350 centimetrů, který zde vznikl po roce 1200.
Velmi závažně bylo zjištění, že bazilika měla interiér vyzdoben nástěnnými malbami. V 11. století došlo totiž k další stavební fázi a při rozšiřování budovy byly jako stavební materiál použity zbytky zdiva z místa, kde předtím stála bazilika. Z nich stavitelé použili i kusy, na kterých byly zbytky omítky z bazilikálního interiéru, přičemž na několika se zachovaly fragmenty původní freskové výmalby. Po jejich přezkoumání se zjistilo, že nejčastěji se na malbách vyskytovaly rostlinné motivy.